# Gaming Minds Studios
Gaming Minds Studios is een Duits computerspelontwikkelaar gevestigd in Gütersloh. Het bedrijf werd in 2009 opgericht als dochteronderneming van Kalypso Media.

## Ontwikkelde spellen
| Release | Titel                         | Platform                                |
| ------- | ----------------------------- | --------------------------------------- |
| 2010    | Darkstar One: Broken Alliance | Xbox 360-port                           |
| 2010    | Patrician IV                  | Windows                                 |
| 2012    | Port Royale 3                 | PlayStation 3, Windows, Xbox 360        |
| 2013    | Rise of Venice                | Windows                                 |
| 2015    | Grand Ages: Medieval          | Windows                                 |
| 2018    | Railway Empire                | Windows, Linux, PlayStation 4, Xbox One |